# Sapromyza poecilogastra
Sapromyza poecilogastra är en tvåvingeart som först beskrevs av de Meijere 1916.  Sapromyza poecilogastra ingår i släktet Sapromyza och familjen lövflugor. Inga underarter finns listade i Catalogue of Life.